# POU2F3
POU2F3‏ (POU class 2 homeobox 3) هوَ بروتين يُشَفر بواسطة جين POU2F3 في الإنسان.